# Homberk
Hrad Homberk je zaniklý hrad, který stával na Vísecké skále u obce Příkosice. Dochovaly se z něj pouze drobné terénní pozůstatky, které jsou chráněny jako kulturní památka. Jednalo se o rodový hrad západočeských pánů z Homberka.

## Název
Název hradu je odvozen z německého výrazu na vysoké hoře (an dem hohen Berge). V historických pramenech se jméno hradu objevuje ve tvarech: de Hoemberch (1284), de Hohemberch (1298), de Hohemberk (1361) de Homberk (1368), Hohmberk (1379), de Homberka (1389), de Honsberg (1393), de Humberg (1395), Homberk (1407) a Homberg (1407 a 1454).

## Historie
Hrad byl postaven pravděpodobně před rokem 1284 nejspíše Heřmanem z Homberka, jehož rod pocházel z rozrodu Buziců. První písemná zmínka o hradu pochází až z roku 1368, kdy Bleh z Homberka věnoval své manželce jako věno třetinu hradu a části několika vesnic. Podle zpráv z druhé poloviny 14. století pánové z Homberka rozdělili své panství na drobné díly, které připadly jednotlivým příslušníkům rodu.
Zchudlí šlechtici vedli bujný život, a někteří se dokonce věnovali silničním loupežím. Nejspíše pro násilnické chování zabili Jiříka z Homberka rokycanští rybáři a jeho bratra Ješka sedláci na posvícení v Trokavci. Heřman z Homberka se zase spolčil s lupiči, které ukrýval na hradě, a byl proto roku zajat Rožmberky a popraven stětím. Když loupeživé výpady z hradu neustaly, oblehlo hrad vojsko krále Václava IV. Obléhání probíhalo od podzimu roku 1406 do února 1407, kdy byl zajat a popraven Sezema z Homberka. Ačkoliv se písemné prameny o konci obléhání nezmiňují, předpokládá se, že hrad byl dobyt a vypálen.
Rod pánů z Homberka vymřel přibližně v polovině patnáctého století. Když Bedřich z Donína požádal roku 1454 krále Ladislava, aby mu hrad věnoval, postavila se proti tomu Buzka, dcera Jaroslava z Homberka a jakýsi Jan, který se prohlašoval za syna Jana Hájka z Homberka. Spor o majetek trval až do roku 1457, kdy král Jiří z Poděbrad panství ponechal Bedřichovi z Donína. Zda byl v té době hrad ještě obyvatelný není jasné. Příčinou jeho zániku se stal nejspíše požár. Je možné, že k němu došlo během bojů poděbradské jednoty roku 1450 nebo v roce 1467 při bojích s jednotou zelenohorskou.
Archeologický průzkum na hradě prováděl v roce 1894 učitel B. Moravec z Mirošova, který ztotožnil hrad Homberk z písemných zpráv s lokalitou na Vísecké skále. Z jeho zpráv také pochází informace o nalezené mohutné žárové vrstvě vzniklé rozsáhlým požárem. Mladší výzkum provedli Petr Rožmberský a Milan Novobilský.

## Stavební podoba
Z předhradí a hospodářského zázemí se dochovala pouze hráz rybníčku. Ostatní stopy po zástavbě byly překryty jámami po povrchové těžbě limonitu.
Hrad byl vystavěn na buližníkové skále, dnes zvané stejně jako hrad Homberk. V severovýchodní části skály stála pravděpodobně obytná hranolová věž o rozměrech asi 10 × 12 metrů, pod kterou se nacházelo drobné nádvoří chráněné na severovýchodě příkopem a valem. Od věže vede směrem na jihozápad úzká šíje zakončená skalním útvarem, na kterém mohlo stát lehké předsunuté opevnění. Šíji odděluje od hlavního skaliska mladší příkop, a proto je možné, že předsunuté opevnění vzniklo až po obléhání na přelomu let 1406/1407.

## Přístup
Na vrch, kde hrad stával, nevede žádná značená turistická stezka. Nejblíže pak prochází silnice spojující Příkosice a Vísky, přes které vede značená cyklotrasa č. 2147 z Blovic do Skořic.